# Flughafen Brunei International

i7
i11
i13
Der Flughafen Brunei International (englisch Brunei International Airport; malaiisch Lapangan Terbang Antarabangsa Brunei; Jawi لاڤڠن تربڠ انتارابڠسا بروني; ICAO-Code WBSB, IATA-Code BWN) ist der einzige internationale Flughafen des Sultanats Brunei.
Der Flughafen, der 1974 erbaut wurde, ist Heimatflughafen der Royal Brunei und befindet sich in der Nähe des Ortes Mukim Berakas im Distrikt Brunei-Muara. Im Jahr 2015 wurden 1,71 Mio. Passagiere abgefertigt.
Aus deutschsprachigen Ländern wird Brunei mit Singapore Airlines via Singapur angeflogen; Malaysia Airlines fliegt via Kuala Lumpur.

## Infrastruktur
Der Flughafen verfügt über eine asphaltierte Start-/Landebahn (Richtung 03/21) mit einer Länge von 3658 Metern auf einer Höhe von elf Metern.

### Ausbau seit 2008
Der Flughafen wurde seit 2008 einem Ausbau- und Sanierungskonzept unterzogen. Die bis 2014 geplante Phase 1 wurde bereits am 1. Oktober 2013, mit der Eröffnung des sanierten Passagier- und eines neuen Cargoterminals, abgeschlossen. Die Passagierkapazität wurde damit auf drei Millionen pro Jahr erhöht. In einer 2. Phase, vermutlich ab 2020, soll ein neues Passagierterminal erbaut werden, das bis zu acht Millionen Reisende pro Jahr erlaubt.

## Galerie

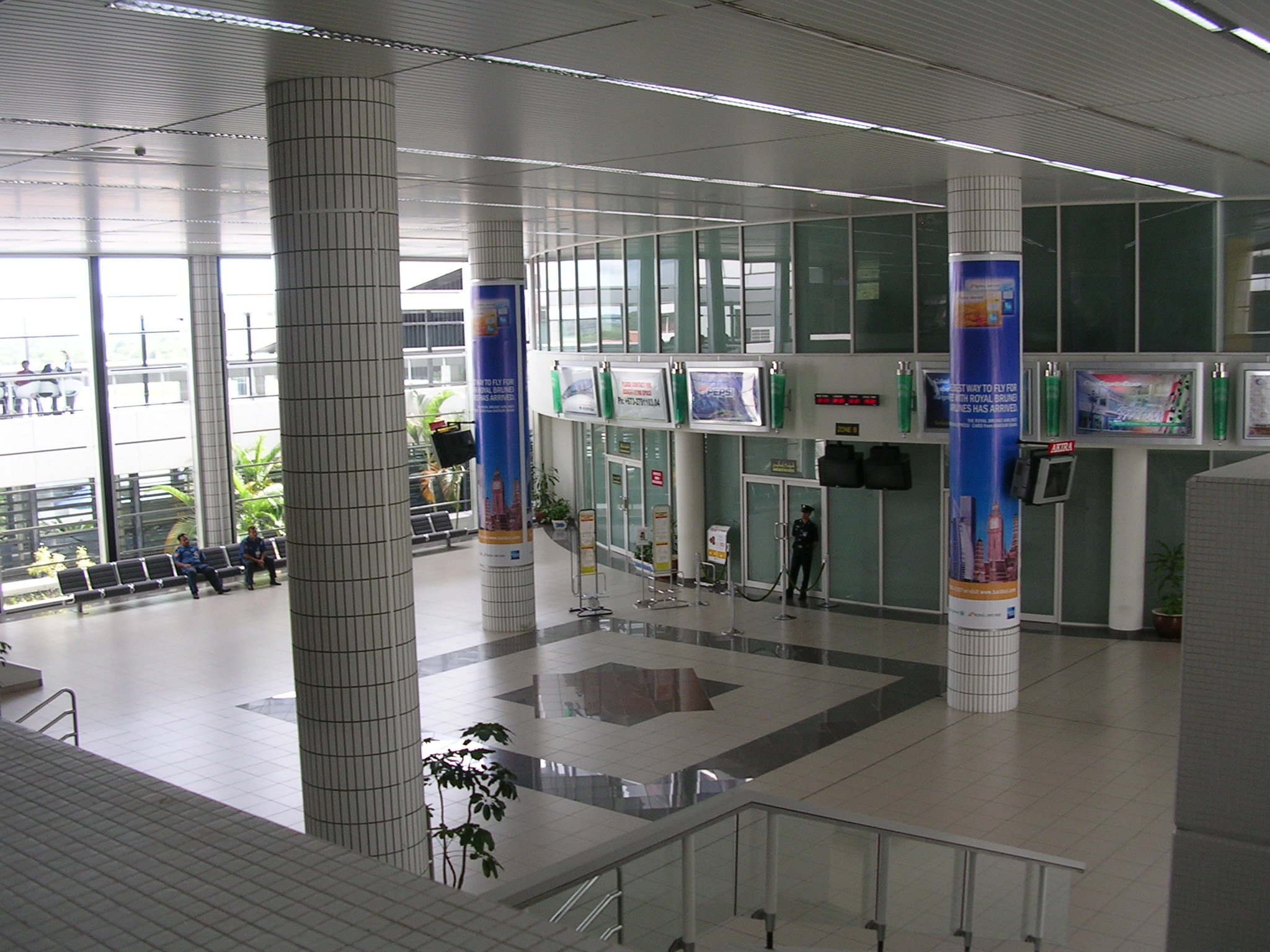
Terminal (2007)
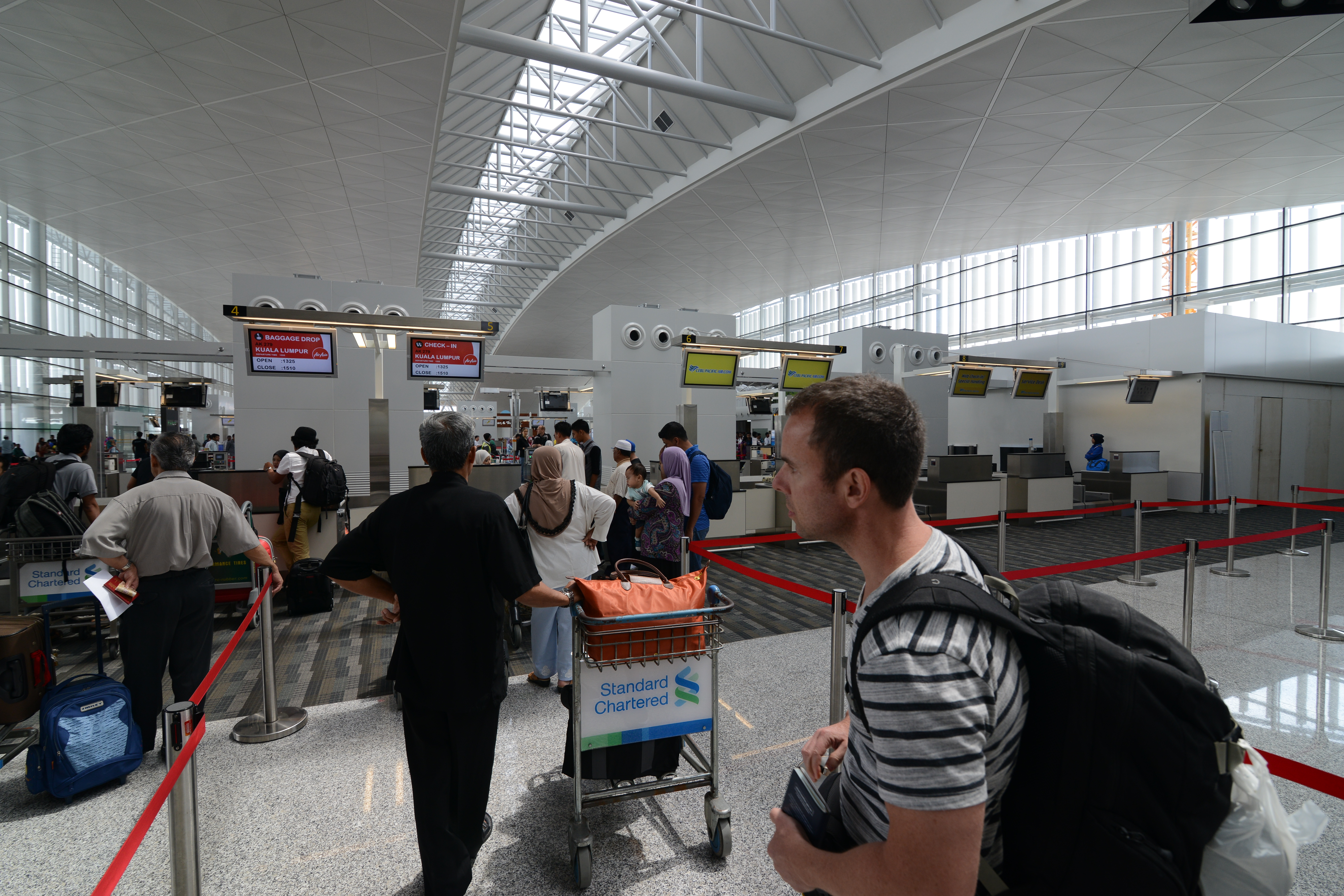
Checkin-Halle im Flughafen (2014)
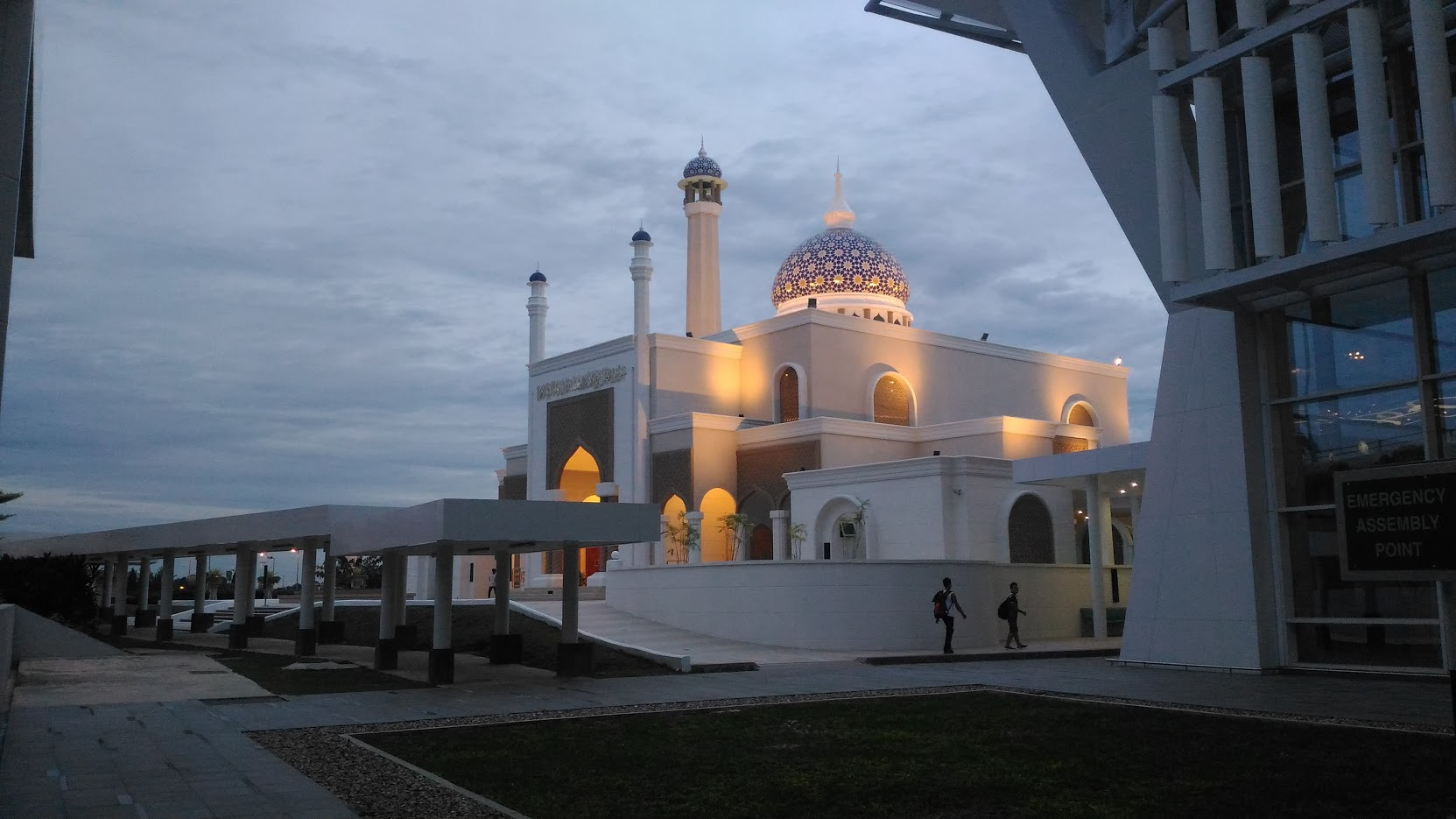
Flughafen-Moschee